# Zac Taylor
Pour les articles homonymes, voir Taylor.
Zac Taylor, né le 10 mai 1983 à Norman en Oklahoma, est un entraîneur de football américain. Il est l'entraîneur principal des Bengals de Cincinnati de la National Football League (NFL) depuis 2019.

## Biographie

### Carrière de joueur
Il commence sa carrière universitaire en 2002 avec les Demon Deacons de l'université Wake Forest. Quarterback remplaçant pendant ses deux premières saisons, il quitte Wake Forest pour le Butler Community College, un collège communitaire au Kansas. Après y avoir passé la saison 2004, il rejoint les Cornhuskers de l'université du Nebraska et devient aussitôt le quarterback titulaire.
Non sélectionné lors de la draft 2007 de la NFL, il signe avec les Buccaneers de Tampa Bay, mais est coupé avant le début de la saison. La même année, il rejoint les Blue Bombers de Winnipeg et passe la saison dans leur équipe d'entraînement, sans y jouer le moindre match.

### Carrière d'entraîneur
En 2008, il rejoint l'encadrement des Aggies de l'université A&M du Texas en tant qu'assistant gradué.
Il obtient son premier emploi dans la NFL en étant nommé assistant entraîneur des quarterbacks chez les Dolphins de Miami. Durant la saison 2015, il devient le coordinateur offensif par intérim des Dolphins après le renvoi de Bill Lazor.
En 2016, il est engagé par les Bearcats de l'université de Cincinnati en tant que coordinateur offensif et entraîneur des quarterbacks. Il ne passe qu'une seule saison avant de rejoindre les Rams de Los Angeles en 2017 sous les ordres de Sean McVay. Il est l'assistant entraîneur des wide receivers durant sa première saison, avant d'être promu entraîneur des quarterbacks la saison suivante.
Le 4 février 2019, il est nommé entraîneur principal des Bengals de Cincinnati. Sa première saison avec les Bengals est très difficile, qui terminent avec le pire bilan de la ligue avec 2 victoires contre 14 défaites. La saison suivante, son équipe connaît de nouveau des difficultés et terminent la saison avec 4 victoires, 11 défaites et un match nul. Bien qu'il n'ait remporté que six matchs à ses deux premières saisons, les Bengals annoncent qu'il sera de retour pour la saison 2021.
Taylor et les Bengals surpassent les attentes durant l'année 2021, avec une saison gagnante de 10 victoires contre 7 défaites ainsi que le premier rang de la division NFC Nord, se qualifiant pour la phase éliminatoire pour la première fois depuis 2015. Son équipe remporte son premier match éliminatoire depuis 1990 après avoir vaincu les Raiders de Las Vegas au tour préliminaire. Il qualifie ensuite son équipe pour le Super Bowl LVI après avoir vaincu en déplacement, les Titans du Tennessee en tour de division et les Chiefs de Kansas City en finale de conférence AFC. Face aux Rams de Los Angeles, Taylor et les Bengals perdent le match 23 à 20. Après la fin de la saison, les Bengals prolongent son contrat jusqu'à la saison 2026.

## Statistiques comme entraîneur
| Équipe                | Saison | Saison régulière | Saison régulière | Saison régulière | Saison régulière | Saison régulière | Phase éliminatoire | Phase éliminatoire | Phase éliminatoire | Phase éliminatoire                                       |
| Équipe                | Saison | G                | P                | N                | % victoires      | Classement       | G                  | P                  | % victoires        | Résultat                                                 |
| --------------------- | ------ | ---------------- | ---------------- | ---------------- | ---------------- | ---------------- | ------------------ | ------------------ | ------------------ | -------------------------------------------------------- |
| Bengals de Cincinnati | 2019   | 2                | 14               | 0                | 12,5             | 4e NFC Nord      | -                  | -                  | -                  | -                                                        |
| Bengals de Cincinnati | 2020   | 4                | 11               | 1                | 28,1             | 4e NFC Nord      | -                  | -                  | -                  | -                                                        |
| Bengals de Cincinnati | 2021   | 10               | 7                | 0                | 58,8             | 1er NFC Nord     | 3                  | 1                  | 75                 | Défaite contre les Rams de Los Angeles au Super Bowl LVI |
| Totaux                | Totaux | 16               | 32               | 1                | 33,7             |                  | 3                  | 1                  | 75                 |                                                          |